# خالد شيخ
الدكتور خالد راجح شيخ دبلوماسي وسياسي يمني، ولد في يافع. والتحق بالمدرسة الثانوية في زنجبار. حصل خالد على درجة الدكتوراة والماجستير في الإدارة الاقتصادية من جامعة تشارلز في جمهورية التشيك. وعمل سفير الكويت من عام 2007 حتى استقالته في انتفاضة اليمن 2011. ثم عاد إلى منصبه وظل فيه حتى 3 يوليو 2012. وعمل قبلها وزير الصناعة والتجارة في حكومة باجمال من عام 2003 إلى عام 2006. توفي في 14 فبراير 2024 في أحد مستشفيات الكويت إثر تدهور صحته.